# Estação Furio Camillo
Furio Camillo é uma estação da Linha A do Metrô de Roma.
A estação foi inaugurada em 1980 e está situada sob a Via Ápia, na junção com a Via Cesare Baronio e Via Furio Camillo, uma rua que leva o nome do general romano Marco Fúrio Camilo, em uma área onde as estradas têm nomes de personalidades da história de Roma (incluindo lendários e personagens da Eneida).